# 貝茲登峰

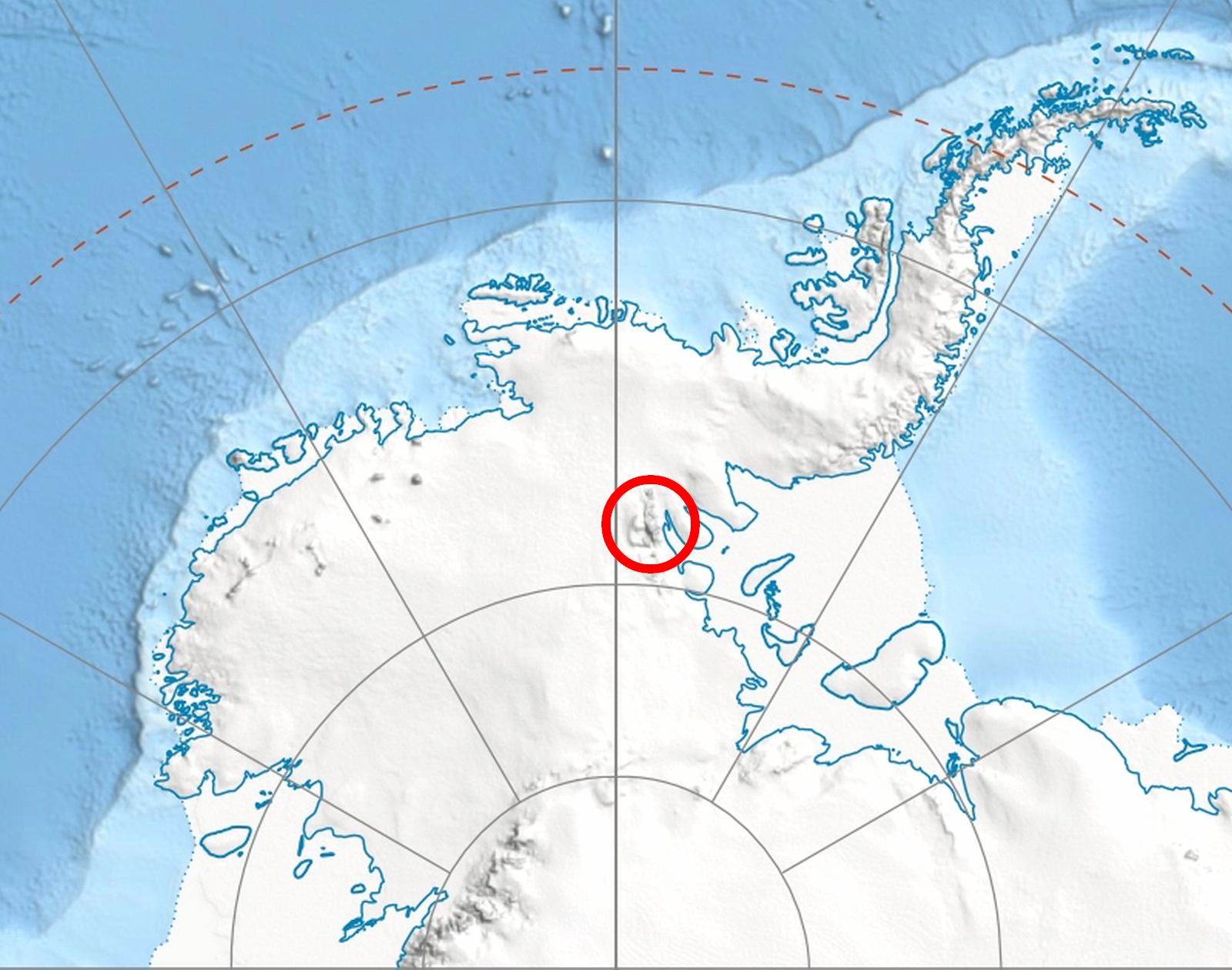

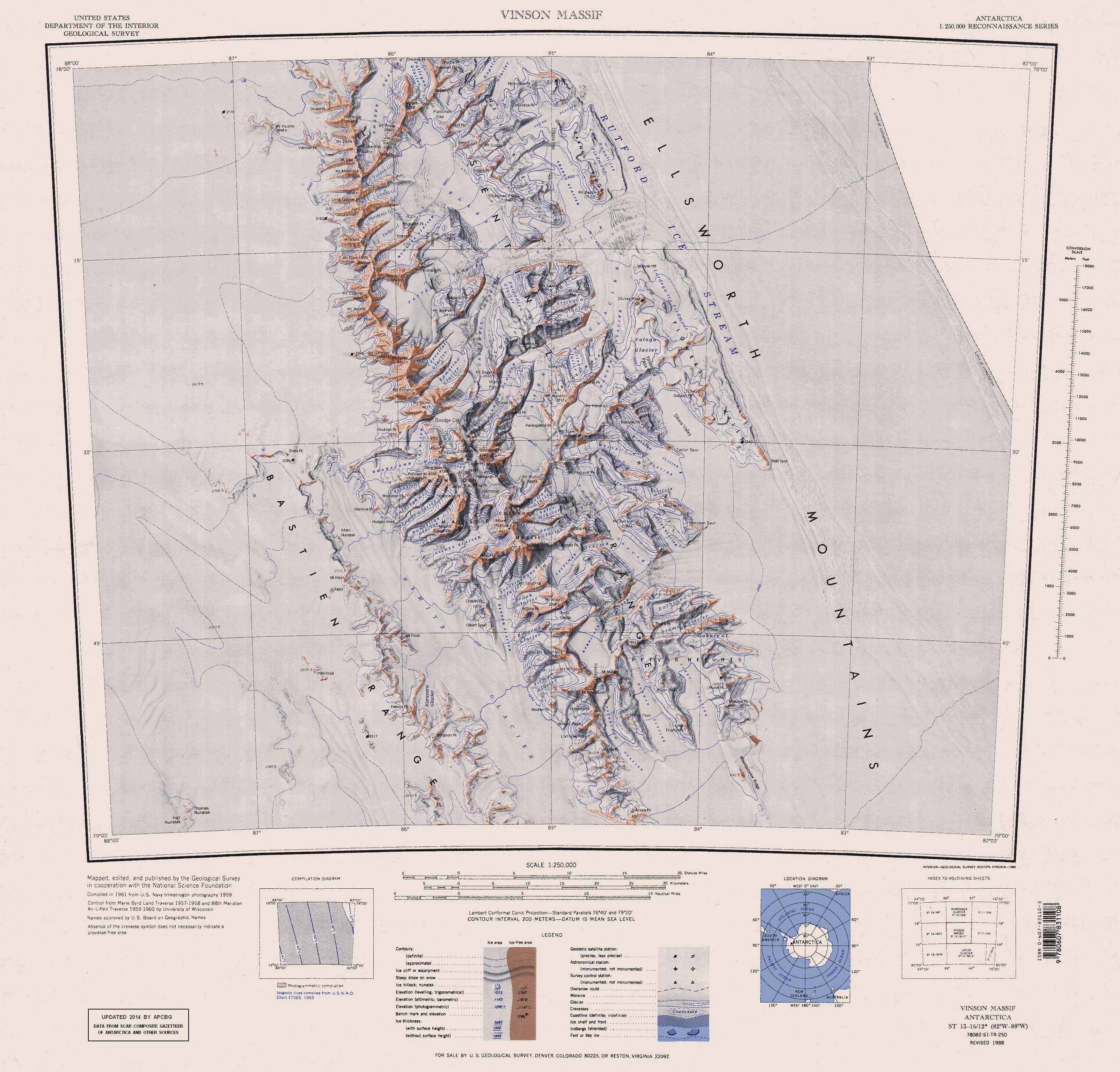

貝茲登峰（英語：Bezden Peak）是南極洲的山峰，座標78°04′57″S 85°42′07″W，位於埃爾斯沃思地，屬於埃爾斯沃思山脈中森蒂納爾嶺的一部分，海拔高度2,900米（9,510英尺），以保加利亞西部的城鎮命名。

## 外部連結
- Bezden Peak. （页面存档备份，存于） SCAR Composite Antarctic Gazetteer.

78°04′57″S 85°42′07″W / 78.08250°S 85.70194°W